# Wyrica (stacja kolejowa)
Wyrica (ros. Вырица) – węzłowa stacja kolejowa w miejscowości Wyrica, w rejonie gatczyńskim, w obwodzie leningradzkim, w Rosji. Węzeł linii Petersburg – Newel – Witebsk ze ślepą linią do stacji Posiołok.

## Historia
Stacja w powstała w 1904, na linii łączącej Petersburg z koleją moskiewsko-windawską, pomiędzy stacjami Siemrino i Słudicy.

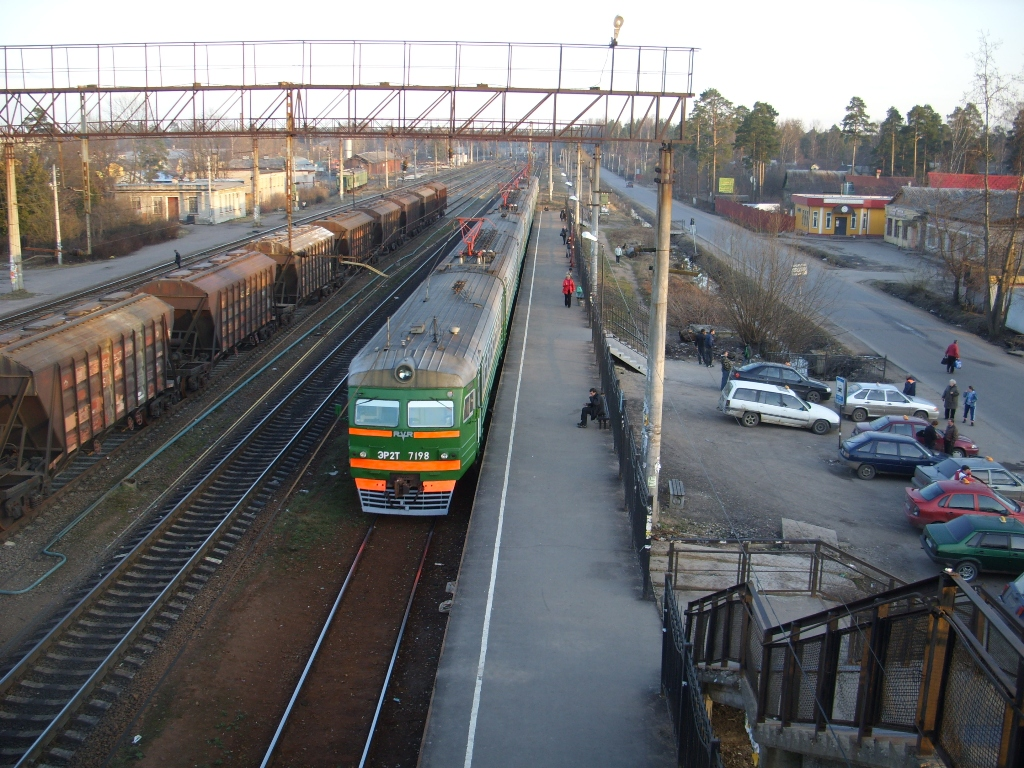
widok w stronę Batieckaji/Posiołka